# سانحه قطار زاهدان به تهران (۱۳۹۱)
سانحه قطار مسیر زاهدان به تهران در تاریخ ۱۹ آبان ۱۳۹۱ رخ داد که چهار نفر در پی این حادثه جان خود را از دست داده و ۲۶ نفر دیگر زخمی شدند.

## شرح حادثه
در تاریخ  ۱۹ آبان ۱۳۹۱ قطار مسافربری از زاهدان  با ۳۲۴ مسافر عازم تهران بود. ساعت ۱۱ و ۵۰ دقیقه  ۱۹ آبان در محل ورودی ایستگاه نظرآباد یزد، لوکوموتیو و دو واگن مسافری این قطار از ریل خارج شده‌اند که سه نفر از کشته‌شدگان این حادثه از کارکنان راه آهن بوده‌اند.

## پس از حادثه
مصدومان سانحه به بیمارستان‌های شهر یزد منتقل و بقیه مسافران به تهران اعزام شدند و مسیر اردکان-جندق-بافق به عنوان مسیر جایگزین برای تردد قطارها پیش‌بینی شد.